# BH Telecom Indoors 2013
Il BH Telecom Indoors 2013 è stato un torneo di tennis facente parte della categoria ATP Challenger Tour nell'ambito dell'ATP Challenger Tour 2013. È stata la 11ª edizione del torneo che si è giocata a Sarajevo in Bosnia ed Erzegovina dall'11 al 17 marzo 2013 su campi in cemento e aveva un montepremi di €30,000+H.

## Partecipanti singolare

### Teste di serie
| Nazionalità | Giocatore           | Ranking* | Testa di serie |
| ----------- | ------------------- | -------- | -------------- |
| Slovenia    | Blaž Kavčič         | 88       | 1              |
| Francia     | Josselin Ouanna     | 139      | 2              |
| Serbia      | Dušan Lajović       | 152      | 3              |
| Francia     | Adrian Mannarino    | 154      | 4              |
| Germania    | Simon Greul         | 156      | 5              |
| Germania    | Dustin Brown        | 163      | 6              |
| Germania    | Cedrik-Marcel Stebe | 167      | 7              |
| Slovacchia  | Karol Beck          | 169      | 8              |

- Ranking al 4 marzo 2013.

### Altri partecipanti
Giocatori che hanno ricevuto una wild card:
- Mirza Bašić
- Tomislav Brkić
- Ismar Gorčić
- Franjo Raspudić

Giocatori che sono passati dalle qualificazioni:
- Marin Draganja
- Fabrice Martin
- Ante Pavić
- Igor Zelenay

## Partecipanti doppio

### Teste di serie
| Nazionalità | Giocatore      | Nazionalità | Giocatore       | Ranking* | Testa di serie |
| ----------- | -------------- | ----------- | --------------- | -------- | -------------- |
| Germania    | Dustin Brown   | Germania    | Christopher Kas | 125      | 1              |
| Slovacchia  | Karol Beck     | Slovacchia  | Igor Zelenay    | 288      | 2              |
| Croazia     | Marin Draganja | Croazia     | Nikola Mektić   | 326      | 3              |
| Croazia     | Mate Pavić     | Croazia     | Franko Škugor   | 328      | 4              |

- Ranking al 4 marzo 2013.

### Altri partecipanti
Coppie che hanno ricevuto una wild card:
- Mirza Bašić /  Tomislav Brkić
- Nikola Ćaćić /  Ismar Gorčić
- Antun Pehar /  Franjo Raspudić

## Vincitori

### Singolare
Adrian Mannarino ha battuto in finale  Dustin Brown con il punteggio di 7–6(3), 7–6(2).

### Doppio
Mirza Bašić /  Tomislav Brkić hanno battuto in finale  Karol Beck /  Igor Zelenay con il punteggio di 6–3, 7–5.